# Ризорђименто (Варезе)
Ризорђименто је насеље у Италији у округу Варезе, региону Ломбардија.
Према процени из 2011. у насељу је живело 49 становника. Насеље се налази на надморској висини од 491 м.